# Tom Waters
Tom Waters (* im 21. Jahrhundert) ist ein britischer Saxophonist. Er spielt unter anderem Rhythm and Blues, Jazz und Blues.

## Leben
Tom Waters ist der Sohn des Pianisten Ben Waters. Er begann kurz vor seinem achten Geburtstag Saxophon zu spielen, nachdem er als Sechsjähriger während eines Konzerts seines Vaters seine Faszination für dieses Instrument entdeckt und dann zwei Jahre lang um ein eigenes Instrument gebeten hatte. Ab einem Alter von acht Jahren ging er mit seinem Vater auf Tournee. Früh arbeitete er z. B. mit den Rolling Stones zusammen, ferner mit Ray Davies, Jeff Beck und mit dem Bassisten Moyses Dos Santos. Neben musikalischen Auftritten arbeitete er auch als Model und trat in Werbeanzeigen auf, unter anderem für Ralph Lauren und Coca-Cola.
2013 bekam er ein Saxophon von Tim Ries. Fünfzehnjährig begleitete er seinen Vater auf eine Tournee nach Neuseeland.
Im Alter von 16 Jahren verließ er die Schule. Im nachfolgenden Jahr hatte er zusammen mit seinem Vater über 300 Auftritte. Nach drei Jahren auf der Bühne begann er an der Purcell School sein Studium, das er später mit Schwerpunkt Jazz und Blues an der Royal Academy of Music fortsetzte und mit „honours“ abschloss. Im Jahr 2022 gastierte er auch in Deutschland.
Im Sommer 2023 feierte er in der Cadogan Hall in London 15 Years of Saxophone. Bei diesem Konzert traten neben Tom Waters unter anderem Hamish Stuart,  Josephine de la Baume, Joseph Lawrence und Louise Clare Marshall auf. Zusammen mit seiner Band Electric People brachte Tom Waters damals auch ein EP mit Aufnahmen von der Europatour der Gruppierung heraus. Um diese Zeit schloss er sein Studium an der Royal Academy of Music ab.
Tom Waters gehört dem Jools Holland Rhythm and Blues Orchestra an. Im März 2025 spielte er, mittlerweile 24 Jahre alt, im Rahmen einer Australien-Tournee mit dem Gitarristen Geoff Achison und dessen Band. Achison meinte, der junge Mann habe den „X factor“ und den „uniquely identifiable sound“, den jeder große Musiker brauche. Achison hatte Waters zum ersten Mal im Jahr 2019 während einer Tournee durchs Vereinigte Königreich getroffen.
Im April 2025 traf er auf dem Weg nach Antwerpen im Bahnhof St Pancras auf den YouTuber Brendan Kavanagh und spielte mit ihm den King’s Cross boogie woogie.